# 3784 Шопен
3784 Chopin је астероид главног астероидног појаса. Приближан пречник астероида је 28,53 ,
а средња удаљеност астероида од Сунца износи 3,126 астрономских јединица (АЈ).
Инклинација (нагиб) орбите у односу на раван еклиптике је 13,550 степени, а орбитални период износи 2018,986 дана (5,527 година). Ексцентрицитет орбите астероида износи 0,169.
Апсолутна магнитуда астероида износи 11,00 а геометријски албедо 0,086.
Астероид је откривен 31. октобра 1986. године.